# 10960 Gran Sasso
10960 Gran Sasso è un asteroide della fascia principale. Scoperto nel 1960, presenta un'orbita caratterizzata da un semiasse maggiore pari a 2,2252724 UA e da un'eccentricità di 0,0983054, inclinata di 3,92600° rispetto all'eclittica.
L'asteroide è dedicato al Gran Sasso, la vetta più elevata degli Appennini.